# Churchill Cup Femenina 2004
La Churchill Cup Femenina del 2004 fue la segunda y última edición del torneo femenino de rugby.

## Equipos participantes
- Selección femenina de rugby de Canadá
- Selección femenina de rugby de Estados Unidos
- Selección femenina de rugby de Inglaterra
- Selección femenina de rugby de Nueva Zelanda

## Resultados

### Semifinales
| 13 de junio | Nueva Zelanda | 35 - 0 | Estados Unidos |  |  |

| 13 de junio | Canadá | 11 - 35 | Inglaterra |  |  |

### Tercer puesto
| 19 de junio | Canadá | 10 - 29 | Estados Unidos |  |  |

### Final
| 19 de junio | Inglaterra | 0 - 38 | Nueva Zelanda |  |  |

| Bandera de Nueva Zelanda |
| Campeón Nueva Zelanda    |